# Бандуряники
Бандуряники – страва карпатських лемків з картоплі, що нагадує деруни запечені під грибним соусом. 

## Історія
На діалекті лемків «бандура» –  картопля, а «бандуряники» – страва з картоплі.
У горян бандуряником раніше називали прісний хліб з примішками картоплі.
Також, існував рецепт бандуряників у вигляді коржів з хлібного заквашеного тіста з начінкою, якою була варена картопля .
З картопляного тіста спочатку робили коржикі-бандуряники, та запікали їх у печі на капустяному або яворовому листі.
Згодом страва стала нагадувати деруни, які після смаження запікають у горшиках у грибному соусі. 

## Рецепт
Картоплю, цибулю та часник натирають, додають яйце, сметану та муку. Картопляну масу викладають ложкою в розігріту олію та обсмажують з двох сторін.
Соус (підливу) готують з обсмажених грибів з цибулею (іноді з м’ясом), з додаванням борошна, води, сметани. У горшики для запікання або форму для запікання на дно наливають трохи соусу, кладуть шарами бандуряники з соусом. Зверху теж заливають соусом, за бажанням посипають тертим сиром. І запікають.

## Галерея

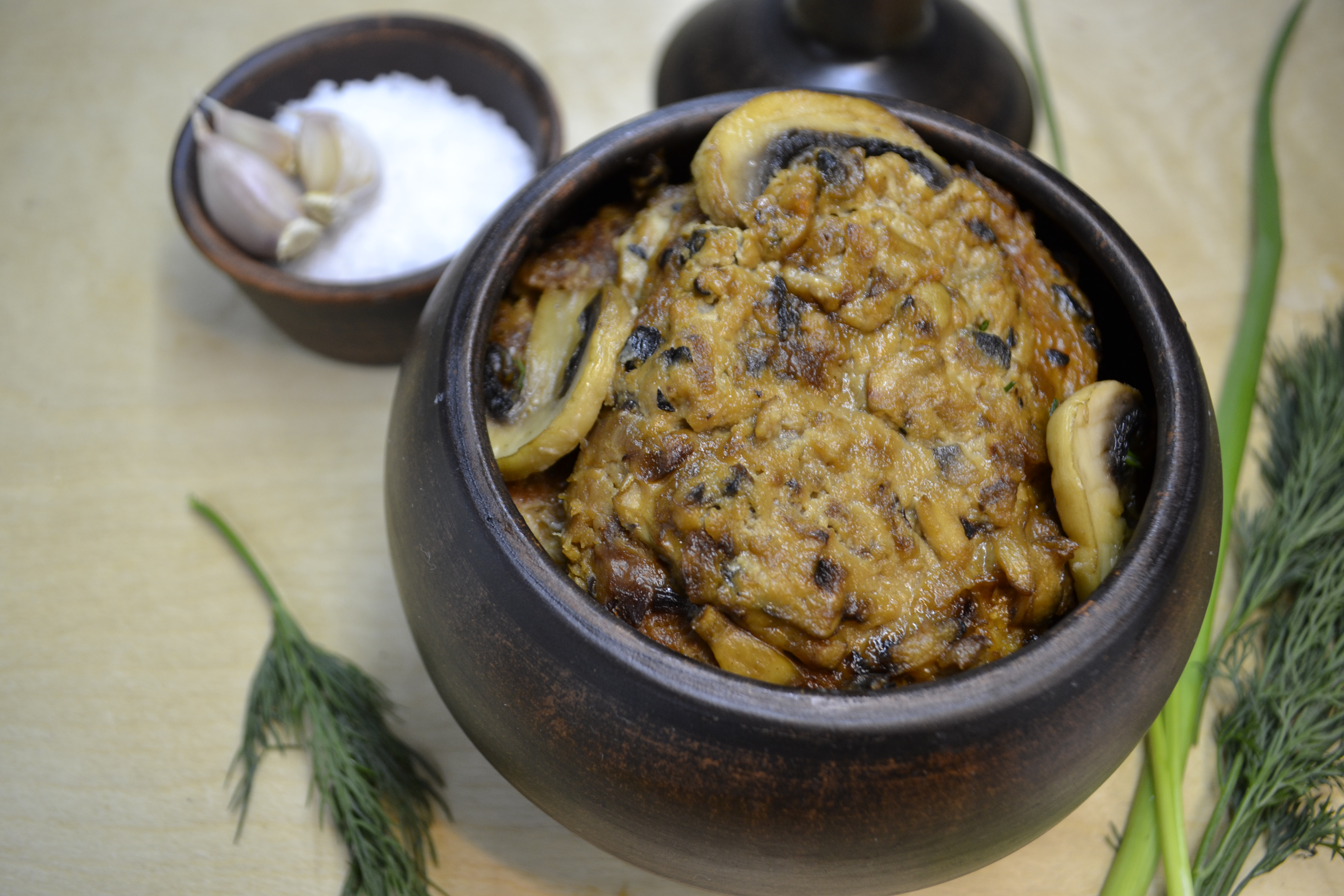
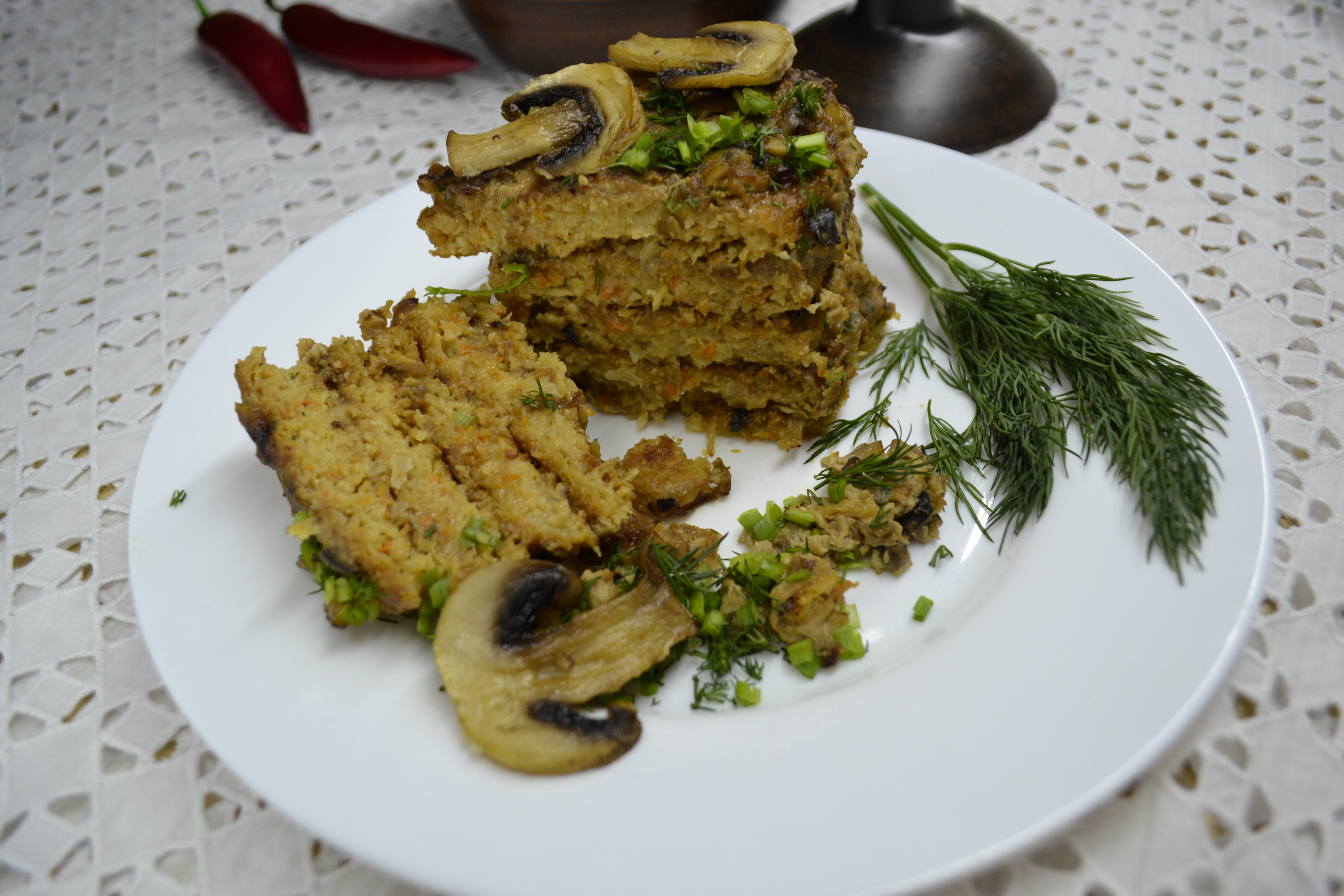
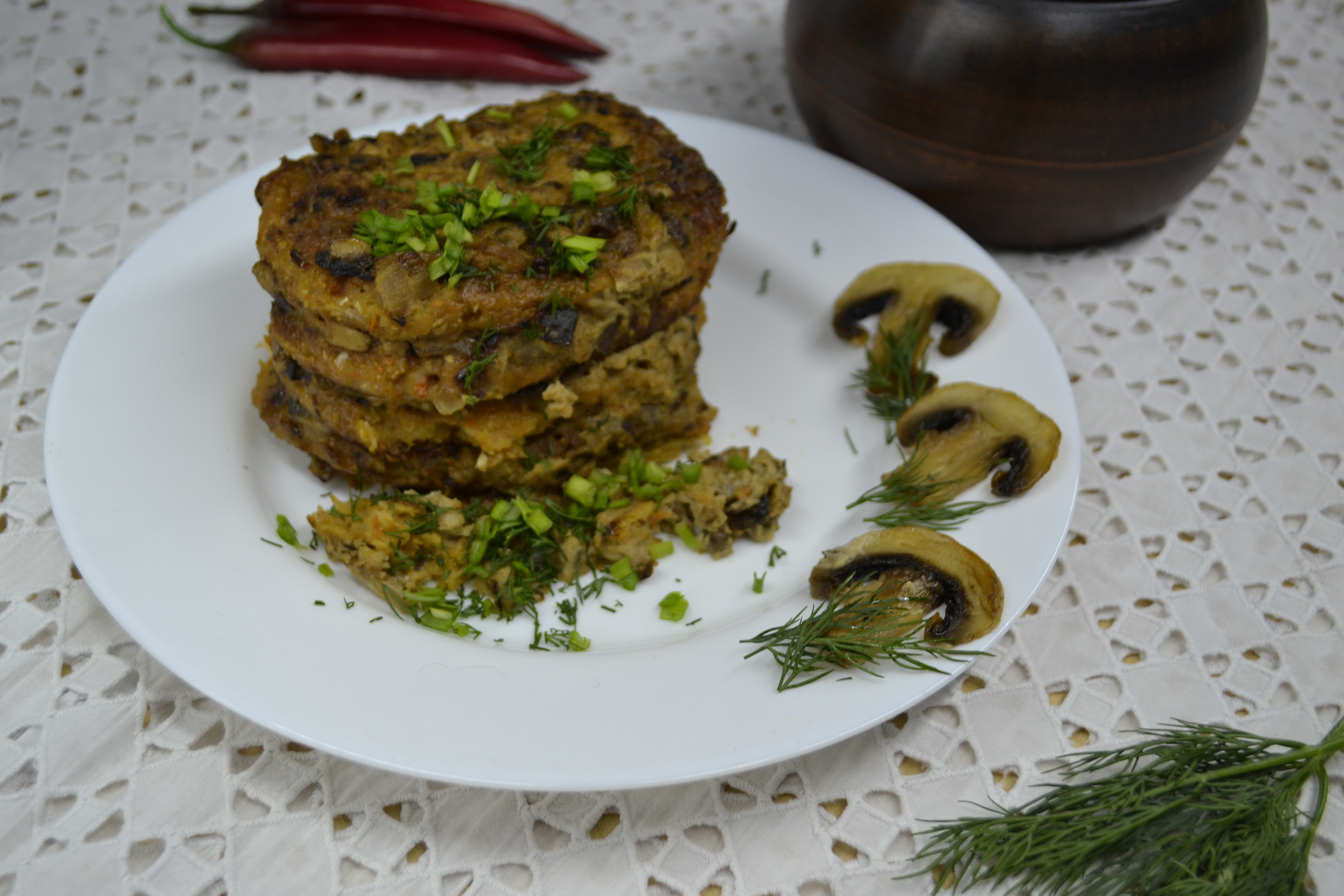